# Лебедев, Дмитрий Дмитриевич
Дмитрий Дмитриевич Лебедев (род. 1884 ― 1976) ― советский учёный, педиатр, доктор медицинских наук, профессор, заведующий кафедрой факультетской педиатрии Второго московского медицинского института (1938—1952 гг.), заведующий кафедрой детских инфекций Второго московского медицинского института (с 1952 г.), Заслуженный деятель науки РСФСР (1957).

## Биография
Дмитрий Дмитриевич Лебедев родился в 1884 году. В 1908 году успешно завершил обучение в Московском университете. Стал работать ординатором, затем ассистентом, доцентом и профессором в клинике детских болезней Московского университета, руководителем которой был Н. С. Корсаков, а затем В. И. Молчанов. С 1938 года стал возглавлять кафедру факультетской педиатрии Второго московского медицинского института, а с 1952 году назначен заведующим кафедрой детских инфекций Второго московского медицинского института. В дальнейшем продолжил работу научным консультантом этой кафедры.
Является автором свыше 200 научных работ, среди них пять монографий. Глубоко изучал и анализировал ревматизм и ревматоидный артрит у детей, в частности он обосновал патогенетическую связь ангин и ревматизма. Большую работу он провёл по изучению детских инфекций, методам борьбы с бациллоносительством, устанавливал раннюю диагностику дифтерии, дифтерийного миокардита, предложил методику его лечения, а также исследовал особенности течения дифтерии у привитых. Некоторые его научные труды были посвящены вопросам организации охраны здоровья детей, в частности санаторно-курортной помощи детям. С его участием подготовлено около 50 диссертаций, среди них 13 докторских. 
Он первый в Советском Союзе, кто разработал метод рациональной терапии и госпитализации больных скарлатиной. Один из первых, кто применил стрептомицин для лечения больных туберкулезным менингитом.
Активный участник медицинского сообщества. Был членом президиума Всесоюзного комитета по борьбе с ревматизмом, являлся членом правления Всесоюзного и Московского обществ детских врачей: почетный член Всероссийского общества педиатров и ревматологов.
Был дважды представлен к премии им. Н. Ф. Филатова АМН СССР: в 1953 году за издание учебника «Пропедевтика детских болезней», а в 1965 году за подготовку монографии «Очерки о реактивности организма и ее значение в педиатрии».
Умер в Москве в 1976 году.

## Научная деятельность
Труды, монографии:
- Лебедев Д.Д., Молчанов В.И. Vago- и sympaticotoni'H при скарлатине, Пг., 1916;
- Лебедев Д.Д., Титова А.И. Дифтерия, Москва, 1951;
- Лебедев Д.Д., Волкова Е.И. Хронический тонзиллит и заболевания сердца у детей, Москва, 1957;
- Лебедев Д.Д., Долгополова А.В. Хронический тонзиллит у детей, Москва, 1961;
- Лебедев Д.Д. Очерки о реактивности организма и ее значении в педиатрии. Москва, 1965;
- Лебедев Д.Д. Пропедевтика детских болезней, Москва, 1970..

## Награды
Заслуги отмечены званиями и медалями:
- Орден Ленина
- Орден Трудового Красного Знамени
- Заслуженный деятель науки РСФСР (1957),
- другие медали.